# Cryptotriton
Cryptotriton é um género de anfíbios caudados pertencente à família Plethodontidae.

## Espécies
- Cryptotriton alvarezdeltoroi Papenfuss & Wake, 1987
- Cryptotriton monzoni Campbell & Smith, 1998
- Cryptotriton nasalis Dunn, 1924
- Cryptotriton necopinus McCranie & Rovito, 2014
- Cryptotriton sierraminensis Vasquez-Almazan, Rovito, Good & Wake, 2009
- Cryptotriton veraepacis Lynch & Wake, 1978
- Cryptotriton xucaneborum Rovito, Vásquez-Almazán, Papenfuss, Parra-Olea & Wake, 2015